# Alexandr III. Alexandrovič
Alexandr III. (26. únorajul./ 10. března 1845greg., Aničkinův palác, Petrohrad – 20. říjnajul./ 1. listopadu 1894greg., Livadija, Krym) byl předposlední car Ruska, vládnoucí v letech 1881–1894. Byl druhorozeným synem cara Alexandra II. a po matce vnukem Ludvíka II. Hesenského. Za jeho vlády probíhala postupně i přes celou řadu potíží průmyslová revoluce.

## Mládí a nástup na trůn
Alexandr Alexandrovič se carem původně stát neměl. Jako následník trůnu byl připravován jeho starší bratr, carevič Nikolaj, který však roku 1865 předčasně zemřel jako dvaadvacetiletý při pobytu v Nice, zřejmě na zápal mozkových blan. Teprve od této chvíle se začalo velkoknížeti Alexandrovi, dosud vychovávanému výlučně na vojenskou kariéru, dostávat důkladného všestranného vzdělání, které ho mělo připravit k převzetí trůnu. Jeho učiteli se stali významní profesoři petrohradské a moskevské univerzity.
Budoucí car však neprojevoval velkou snahu a zájem stát se vysoce vzdělaným člověkem, neměl k tomu snad ani dostatečné vlohy; přesto není důvod se domnívat, že pro dráhu panovníka nebyl dostatečně připraven. Ovšem kritikové Alexandra III. neustále poukazovali na fakt, že se nikdy nenaučil psát bez pravopisných chyb a že od Dostojevského přečetl s bídou polovinu románu Zločin a trest, i když měl doma darovaný exemplář Běsů s dopisem a autorskými komentáři velikého spisovatele.
Alexandr III. vynikal fyzickou silou. Byl vysoký 193 cm, širokých ramen. Jeho síla zachránila na podzim roku 1888 jeho rodinu i jeho samého, když v Borkách nedaleko Charkova vykolejil carský vlak. Zřícenou střechu vagónu držel car s neuvěřitelným úsilím na ramenou tak dlouho, dokud jeho blízcí neopustili smrtelně nebezpečné místo.
Na rozdíl od svých předchůdců nosil rozložitý hustý plnovous, což bylo mnohými současníky oceňováno jako následování starobylé ruské tradice.
Carem se stal 3 dny po svých 36. narozeninách, když jeho otec Alexandr II. 13. března 1881 zemřel na následky atentátu.

## Vláda
Charakter Alexandra III., máme-li věřit svědkům, byl poněkud rozporuplný. Často bývá car líčen jako obhroublý mrzout a nevzdělaný člověk s omezeným rozhledem, což ale není zcela spravedlivé. Byl to typický introvert, na jedné straně byl milujícím manželem a otcem, skutečným „rodinným typem“, který si s oblibou hrál se svými dětmi. Na veřejnosti bývalo jeho vystupování přímočaré, prudké a občas obhroublé, v řeči i v úředních dokumentech užíval nevybíravé až vulgární výrazy. V soukromí dokázal být car laskavý až domácký, vůči svým podřízeným ale často býval mrzutý a povýšený, často si na jejich adresu dovoloval přímé urážky. Byl znám také silným antisemitismem. Zároveň byl hluboce věřícím člověkem, po dobu jeho vlády bylo v Ruské říši postaveno 5000 kostelů a založeno mnoho církevních škol. Silně se také zasazoval o šíření pravoslaví mezi katolickými Poláky a Litevci, pohanskými původními obyvateli Sibiře či muslimskými národy Povolží a Střední Asie. Obracení na víru mělo místy až násilný charakter a kráčelo ruku v ruce s rusifikací.

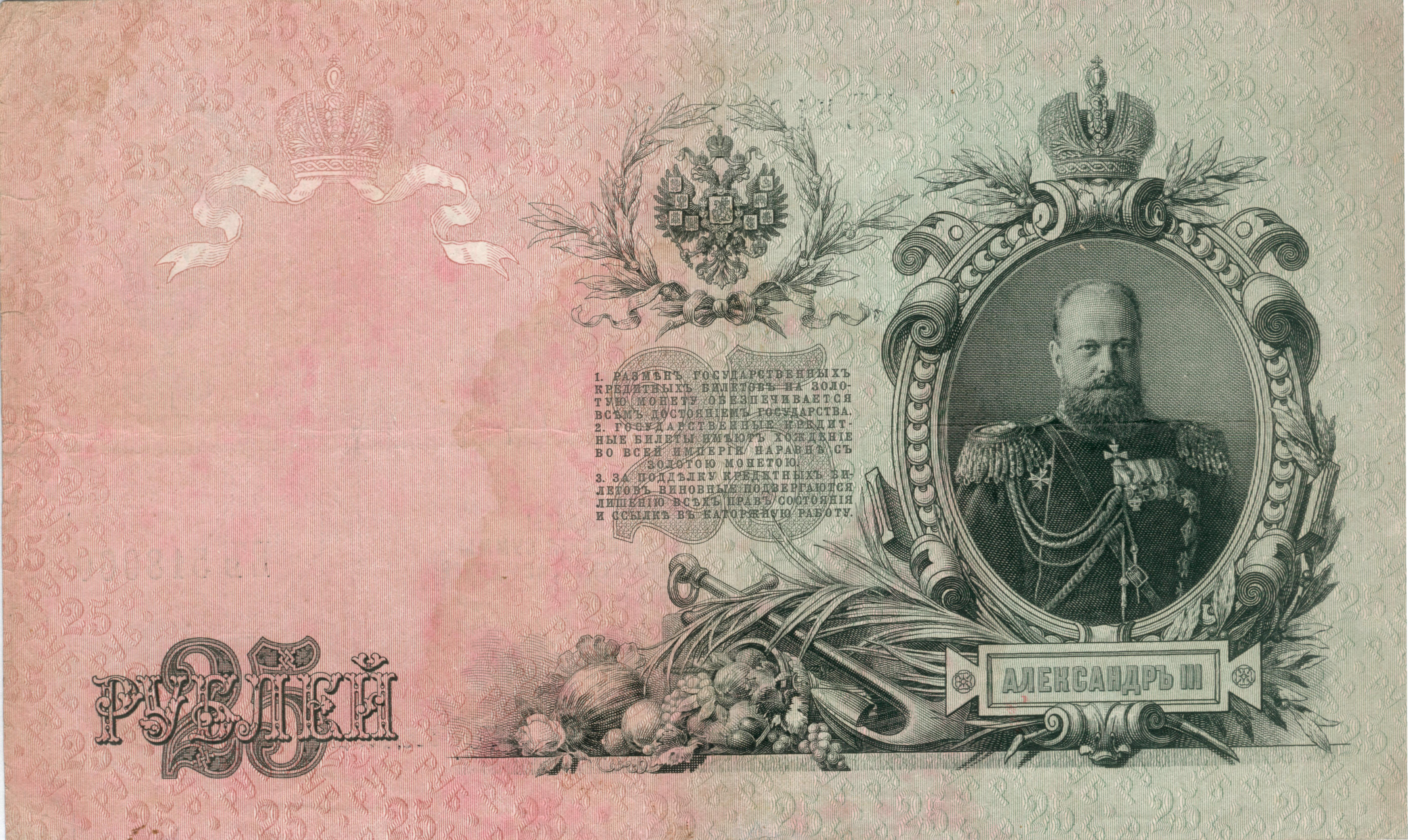
Alexandr III. Alexandrovič na ruské bankovce

Ačkoli byl spíše introvert a neměl rád plesy, večírky ani jiné společenské akce, byl Alexandr nadšeným amatérským hudebníkem, milovníkem a mecenášem baletu, a zvláště operety. Amatérsky se také zabýval malováním a zajímala ho historie. Byl iniciátorem založení Ruské historické společnosti a pokoušel se rozluštit záhadu tajemného starce Fjodora Kuzmiče.
Ve státní politice udržoval předposlední car konzervativní kurz, zejména pod vlivem svého vlivného rádce Konstantina Pobedonosceva, který se postupně stal „šedou eminencí“ carova dvora a ruské zahraniční politiky. Alexandr pod jeho vlivem podnikl řadu politických kroků, o nichž se často hovoří jako o „kontrareformách“. Car byl toho názoru, že jeho otec dal zemi příliš mnoho svobody, za což také zaplatil svým životem. Hned po nástupu na trůn proto vydal manifest o své nezlomné vůli uchovat nedotčenou patriarchální a pravoslavnou samoděržavnou moc. Svým Nařízením o opatření k ochraně státního pořádku a veřejného klidu umožnil gubernátorům prakticky kohokoli poslat bez soudu až na pět let do vyhnanství na Sibiř, značně omezil pravomoci porotních soudů, jimž odebral právo soudit přestupky městských a státních úřadů. Aby chránil sebe a svou rodinu před útoky revolucionářů a radikálů, založil v roce 1881 tajnou politickou policii Ochranku.
Alexandr upřímně věřil, že je nutné upevnit patriarchální vztahy mezi obyvateli venkova a povznést autoritu šlechtického stavu, který podle jeho mínění má být garantem stability ruského samoděržaví. Proto záměrně zrušil „daň z duší“. Měl však dostatek zdravého rozumu na to, aby neobnovil nevolnictví, Snížil dokonce platby za vykoupení pozemků pro sedláky, což bylo nutné, aby se alespoň zčásti zlepšily poměry poreformních rolníků. Za jeho vlády bylo též mírně liberalizováno pracovní zákonodárství.
Úspěšněji než na domácí půdě si Alexandr III. počínal v oblasti zahraniční politiky se Alexandr snažil vyhnout válkám a jakýmkoli mezinárodním konfliktům. Za jeho třináctileté vlády Rusko skutečně ani jednou nebojovalo, i když se několikrát ocitlo na samém prahu zdánlivě nevyhnutelné války. Není divu, že cara jeho současníci nazvali „mírotvůrcem“. V zahraniční politice se pod vlivem své manželky orientoval zejména na spolupráci s Francií a Velkou Británií, což na konci carova života v roce 1893 vyústilo v založené Trojdohody.

## Rodinný život

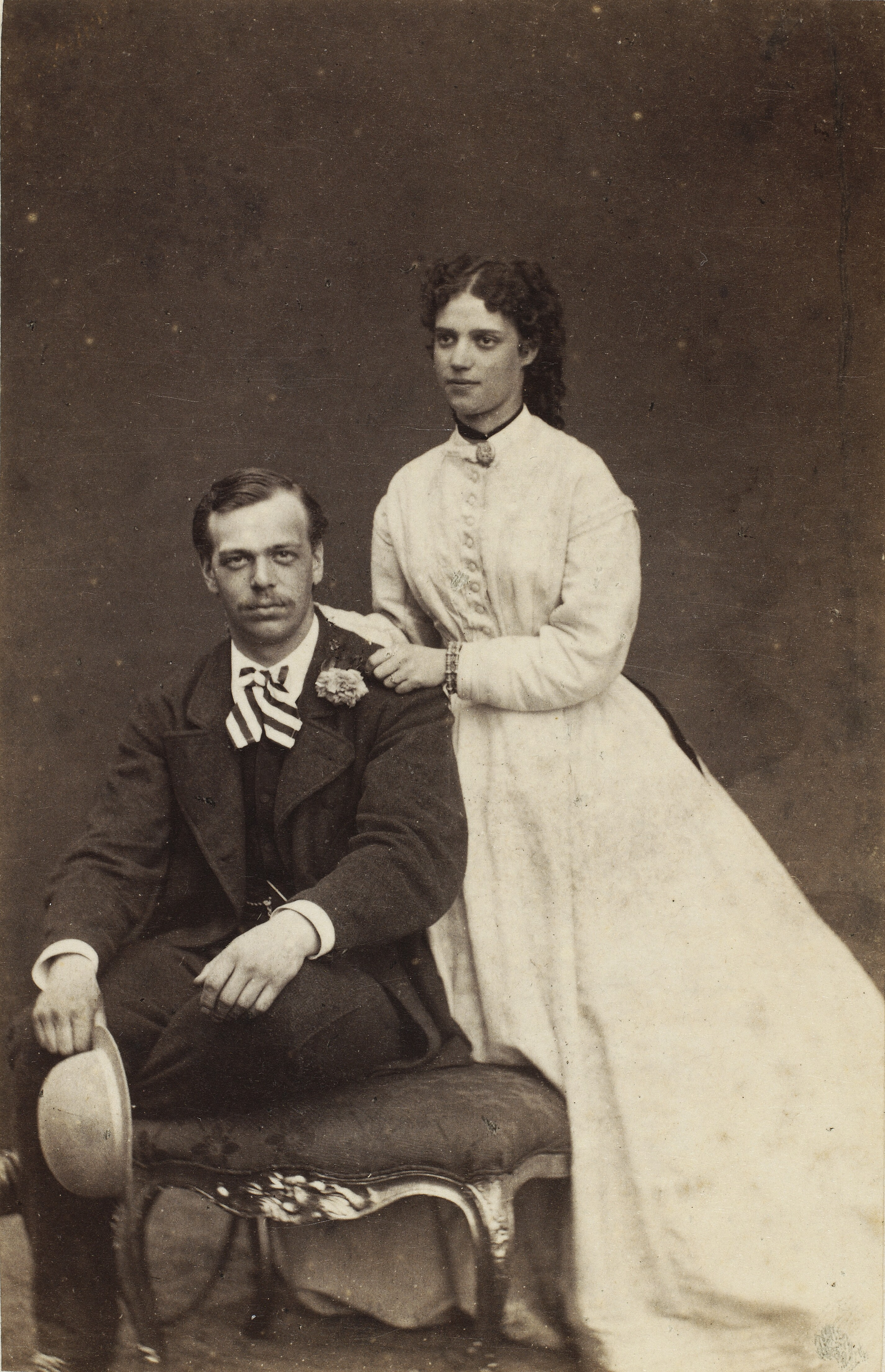
Alexandr III. Alexandrovič a Marie Fjodorovna na snímku z roku 1868

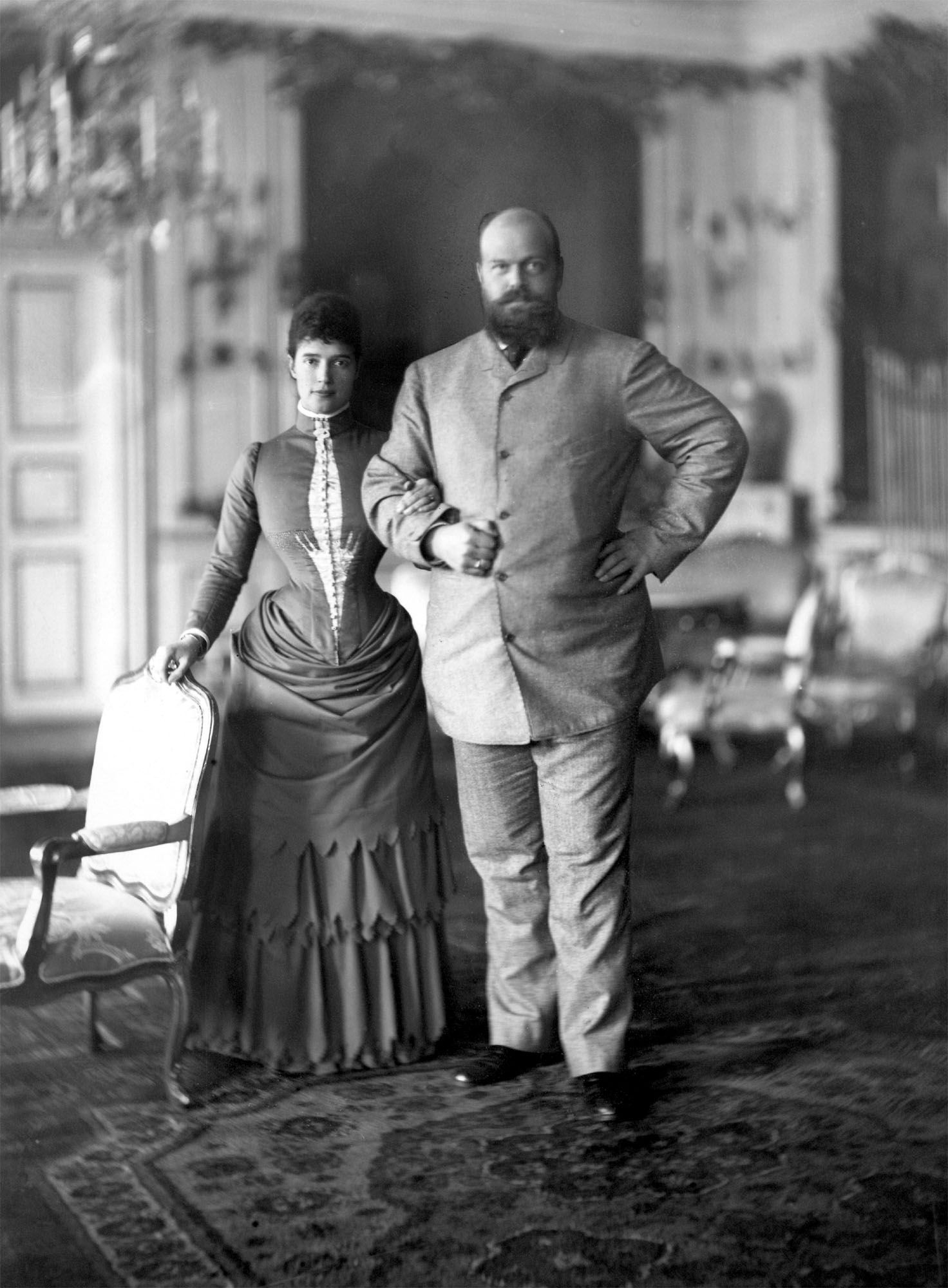
Alexandr III. Alexandrovič a Marie Fjodorovna

Rodinný život Alexandra III. je možno charakterizovat jako spořádaný a šťastný. Jeho začátek byl však velmi neobvyklý. Když se Alexandr po bratrově smrti stal neočekávaně následníkem, zdědil po svém starším bratrovi nejen trůn, ale i nevěstu, dánskou princeznu Marii Sofii Frederiku Dagmaru, která přestoupila na pravoslaví a přijala jméno Marie Fjodorovna.
Optimistická, okouzlující „krasavice Minni“, romanticky zamilovaná do Nikolaje Alexandroviče, podala po jeho smrti svou ruku a srdce jeho mladšímu bratrovi, který byl, jak se zdálo, do ní doopravdy zamilován. Sňatek byl uzavřen 24. října roku 1866, a na rozdíl od mnoha známých dynastických sňatků jej možno hodnotit jako šťastný. Alexandr III. byl své ženě po celý život věrným manželem, je známo, že kritizoval svého otce za mimomanželské styky s milenkami.
Narodilo se jim šest dětí:
- Mikuláš II. (18. května 1868 – 17. července 1918), poslední ruský car, král polský a velkokníže finský, ⚭ 1894 hesenská princezna Alix (6. června 1872 – 17. července 1918), po sňatku přijala jméno Alexandra Fjodorovna a přestoupila na pravoslaví, 17. července 1918 byla celá carská rodina vyvražděna bolševiky
- Alexandr (7. června 1869 – 2. května 1870), zemřel jako kojenec na meningitidu
- Georgij (9. května 1871 – 9. srpna 1899), zemřel svobodný a bezdětný na tuberkulózu
- Xenie (6. dubna 1875 – 20. dubna 1960), ⚭ 1894 velkokníže Alexandr Michajlovič Romanov, její bratranec 2. stupně (13. dubna 1866 – 26. února 1933), měli 7 dětí – jediní přeživší dynastičtí potomci Alexandra III.
- Michail (4. prosince 1878 – 13. června 1918) ⚭ (morganaticky) 1911 Natalija Sergejevna Šeremetěvskaja (27. června 1880 – 26. ledna 1952), zavražděn bolševiky, měl 1 syna
- Olga (13. června 1882 – 24. listopadu 1960)
⚭ 1901 Petr Alexandrovič Oldenburský (21. listopadu 1868 – 11. března 1924), bez potomků, manželství anulováno
⚭ (morganaticky) 1916 Nikolaj Alexandrovič Kulikovskij (5. listopadu 1881 – 11. srpna 1958), 2 synové

Své děti měl Alexandr velmi rád a byl jim dobrým a pečujícím otcem. Jeho oblíbeným sídlem byl Aničkovův palác v Petrohradě, a zejména Carské Selo, které bylo za jeho vlády jako první panovnické sídlo v Evropě vybaveno elektřinou.

## Smrt
Alexandr III. zemřel poměrně mlád, ve věku 49 let. Dnes se často poukazuje na pochybná svědectví náčelníka carovy osobní stráže P. A. Čerjovina, který uvádí jako příčinu carovy smrti alkoholismus. Alexandr III. se alkoholu rozhodně nezříkal, ale skutečnou příčinou jeho předčasné smrti bylo závažné onemocnění ledvin, které současní lékaři diagnostikují jako nefritidu. Je možné, že se jednalo o následek poranění ledvin utrpěného při železniční nehodě roku 1888.
Na podzim 1894 odjel Alexandr na doporučení lékařů do své oblíbené Bělověže, kde podle jejich mínění měly klid a lesní vzduch přinést zlepšení jeho zdravotního stavu. Tyto naděje se však nesplnily. Vážně nemocného cara převezli do Livadije na Krymu, kde v přítomnosti svých nejbližších skonal. Na trůn po něm nastoupil jeho šestadvacetiletý syn Mikuláš, jehož svatby s Alix Hesenskou se Alexandr již nedočkal.

## Vývod z předků
|                            |                              |  |                                  |                                                            |  |  |  |  |  |  |  | Petr III. Ruský |
|                            |                              |  |                                  |                                                            |  |  |  |  |  |  |  |                 |
|                            | Pavel I. Ruský               |  |                                  |                                                            |  |  |  |  |  |  |  |                 |
|                            |                              |  |                                  |                                                            |  |  |  |  |  |  |  |                 |
|                            |                              |  |                                  | Kateřina II. Veliká                                        |  |  |  |  |  |  |  |                 |
|                            |                              |  |                                  |                                                            |  |  |  |  |  |  |  |                 |
|                            | Mikuláš I. Pavlovič          |  |                                  |                                                            |  |  |  |  |  |  |  |                 |
|                            |                              |  |                                  |                                                            |  |  |  |  |  |  |  |                 |
|                            |                              |  |                                  | Fridrich II. Evžen Württemberský                           |  |  |  |  |  |  |  |                 |
|                            |                              |  |                                  |                                                            |  |  |  |  |  |  |  |                 |
|                            | Žofie Dorota Württemberská   |  |                                  |                                                            |  |  |  |  |  |  |  |                 |
|                            |                              |  |                                  |                                                            |  |  |  |  |  |  |  |                 |
|                            |                              |  |                                  | Bedřiška Braniborsko-Schwedtská                            |  |  |  |  |  |  |  |                 |
|                            |                              |  |                                  |                                                            |  |  |  |  |  |  |  |                 |
|                            | Alexandr II. Nikolajevič     |  |                                  |                                                            |  |  |  |  |  |  |  |                 |
|                            |                              |  |                                  |                                                            |  |  |  |  |  |  |  |                 |
|                            |                              |  |                                  | Fridrich Vilém II.                                         |  |  |  |  |  |  |  |                 |
|                            |                              |  |                                  |                                                            |  |  |  |  |  |  |  |                 |
|                            | Fridrich Vilém III.          |  |                                  |                                                            |  |  |  |  |  |  |  |                 |
|                            |                              |  |                                  |                                                            |  |  |  |  |  |  |  |                 |
|                            |                              |  |                                  | Frederika Luisa Hesensko-Darmstadtská                      |  |  |  |  |  |  |  |                 |
|                            |                              |  |                                  |                                                            |  |  |  |  |  |  |  |                 |
|                            | Šarlota Pruská               |  |                                  |                                                            |  |  |  |  |  |  |  |                 |
|                            |                              |  |                                  |                                                            |  |  |  |  |  |  |  |                 |
|                            |                              |  |                                  | Karel II. Meklenbursko-Střelický                           |  |  |  |  |  |  |  |                 |
|                            |                              |  |                                  |                                                            |  |  |  |  |  |  |  |                 |
|                            | Luisa Meklenbursko-Střelická |  |                                  |                                                            |  |  |  |  |  |  |  |                 |
|                            |                              |  |                                  |                                                            |  |  |  |  |  |  |  |                 |
|                            |                              |  |                                  | Frederika Hesensko-Darmstadtská                            |  |  |  |  |  |  |  |                 |
|                            |                              |  |                                  |                                                            |  |  |  |  |  |  |  |                 |
| Alexandr III. Alexandrovič |                              |  |                                  |                                                            |  |  |  |  |  |  |  |                 |
|                            |                              |  |                                  |                                                            |  |  |  |  |  |  |  |                 |
|                            |                              |  | Ludvík IX. Hesensko-Darmstadtský |                                                            |  |  |  |  |  |  |  |                 |
|                            |                              |  |                                  |                                                            |  |  |  |  |  |  |  |                 |
|                            | Ludvík I. Hesenský           |  |                                  |                                                            |  |  |  |  |  |  |  |                 |
|                            |                              |  |                                  |                                                            |  |  |  |  |  |  |  |                 |
|                            |                              |  |                                  | Karolína Falcko-Zweibrückenská                             |  |  |  |  |  |  |  |                 |
|                            |                              |  |                                  |                                                            |  |  |  |  |  |  |  |                 |
|                            | Ludvík II. Hesenský          |  |                                  |                                                            |  |  |  |  |  |  |  |                 |
|                            |                              |  |                                  |                                                            |  |  |  |  |  |  |  |                 |
|                            |                              |  |                                  | Jiří Vilém Hesensko-Darmstadtský                           |  |  |  |  |  |  |  |                 |
|                            |                              |  |                                  |                                                            |  |  |  |  |  |  |  |                 |
|                            | Luisa Hesensko-Darmstadtská  |  |                                  |                                                            |  |  |  |  |  |  |  |                 |
|                            |                              |  |                                  |                                                            |  |  |  |  |  |  |  |                 |
|                            |                              |  |                                  | Marie Luisa Albertina Leiningensko-Falkenbursko-Dagsburská |  |  |  |  |  |  |  |                 |
|                            |                              |  |                                  |                                                            |  |  |  |  |  |  |  |                 |
|                            | Marie Alexandrovna           |  |                                  |                                                            |  |  |  |  |  |  |  |                 |
|                            |                              |  |                                  |                                                            |  |  |  |  |  |  |  |                 |
|                            |                              |  |                                  | Karel Fridrich Bádenský                                    |  |  |  |  |  |  |  |                 |
|                            |                              |  |                                  |                                                            |  |  |  |  |  |  |  |                 |
|                            | Karel Ludvík Bádenský        |  |                                  |                                                            |  |  |  |  |  |  |  |                 |
|                            |                              |  |                                  |                                                            |  |  |  |  |  |  |  |                 |
|                            |                              |  |                                  | Karolína Luisa Hesensko-Darmstadtská                       |  |  |  |  |  |  |  |                 |
|                            |                              |  |                                  |                                                            |  |  |  |  |  |  |  |                 |
|                            | Vilemína Luisa Bádenská      |  |                                  |                                                            |  |  |  |  |  |  |  |                 |
|                            |                              |  |                                  |                                                            |  |  |  |  |  |  |  |                 |
|                            |                              |  |                                  | Ludvík IX. Hesensko-Darmstadtský                           |  |  |  |  |  |  |  |                 |
|                            |                              |  |                                  |                                                            |  |  |  |  |  |  |  |                 |
|                            | Amálie Hesensko-Darmstadtská |  |                                  |                                                            |  |  |  |  |  |  |  |                 |
|                            |                              |  |                                  |                                                            |  |  |  |  |  |  |  |                 |
|                            |                              |  |                                  | Karolína Falcko-Zweibrückenská                             |  |  |  |  |  |  |  |                 |
|                            |                              |  |                                  |                                                            |  |  |  |  |  |  |  |                 |